# Gura-Oituz, Sîngerei
Gura-Oituz este un sat din cadrul comunei Cotiujenii Mici din raionul Sîngerei, Republica Moldova.
În preajma satului, lângă punctul trigonometric 297 m, este amplasat aflorimentul din blocul Soloneț, o arie protejată din categoria monumentelor naturii de tip geologic sau paleontologic.